# Талия (певица)
Тали́я (исп. Thalía), настоящее имя Ариадна Талия Соди-Миранда (исп. Ariadna Thalía Sodi-Miranda, испанское произношение: [aɾiˈaðna taˈli.a ˈsoði miˈɾanda]; род. 26 августа 1971) — мексиканская поп-певица и актриса. Будучи подростком, была участницей известной детской поп-группы Timbiriche. В настоящее время Талия является одной из наиболее успешных мексиканских актрис (она много снимается в телесериалах). Параллельно телекарьере Талия записывает альбомы с латиноамериканской музыкой и выступает с концертами.

## Биография
Талия родилась 26 августа 1971 года в Мехико, Мексика. Она является самой младшей из пяти дочерей Иоланды Манге, художницы, которая была менеджером Талии с 1980 по 1999 год, и Эрнесто Сода Паллареса, учёного, криминолога и писателя. Другая звезда мексиканских сериалов Лаура Сапата, которая играла врага героини Талии в Мария Мерседес, является её сводной сестрой с материнской стороны.
Когда ей исполнилось один год, Талия появилась в своём первом телевизионном рекламном ролике в Мексике. В возрасте четырёх лет она начала брать балетные и фортепианные классы в Национальной музыкальной консерватории Мексики.
Её отец страдал от диабета и умер в 1977 году, когда Талии было шесть лет. Несколько лет спустя, Талия публично призналась, что смерть её отца травмировала её настолько, что она потеряла свой голос на целый год. Это привело к тому, что ей диагностировали дезинтегративное расстройство, болезнь, которая принадлежит к ряду нарушений развития, связанных с аутизмом. Она получала психологическую терапию в течение нескольких лет.
Талия обучалась в Французско-Мексиканском Лицее, где научилась свободно говорить по-французски.

## Личная жизнь
С 2 декабря 2000 года Талия замужем за владельцем звукозаписывающих компаний Томми Моттола. У пары есть двое детей — дочь Сабрина Сакае Моттола (род.07.10.2007) и сын — Мэтью Алехандро Моттола (род.25.06.2011).

### Религия
Талия неоднократно заявляла что она является религиозным человеком и глубоко верит в Бога.
Она начала изучать каббалу в 2002 году, используя многие из его символов в художественном произведении своего альбома El Sexto Sentido.

## Фильмография
| Год  |   | Русское название                | Оригинальное название       | Роль                   |
| ---- | - | ------------------------------- | --------------------------- | ---------------------- |
| 1979 | ф | Война кондитерских изделий      | War of the Pastries         | в титрах не указана    |
| 1987 | с | Бедная сеньорита Лимантур       | La pobre Señorita Limantour | Диана                  |
| 1987 | с | Пятнадцатилетняя, или Подростки | Quinceañera                 | Беатрис                |
| 1989 | с | Свет и тень                     | Luz y sombra                | Альма                  |
| 1992 | с | Мария Мерседес                  | María Mercedes              | María Mercedes Muñoz   |
| 1994 | с | Маримар                         | Marimar                     | Маримар                |
| 1995 | с | Мария из предместья             | María la del Barrio         | Мария Эрнандес         |
| 1999 | с | Росалинда                       | Rosalinda                   | Розалинда Перес Ромеро |
| 2000 | ф | Кафе Мамбо                      | Mambo Café                  | Нидия                  |

## Дискография
Студийные альбомы
- Thalía (1990)
- Mundo de Cristal (1991)
- Love (1992)
- En éxtasis (1995)
- Amor a la Mexicana (1997)
- Arrasando (2000)
- Thalía (2002)
- Thalía (2003; англоязычный альбом)
- El Sexto Sentido (2005)
- Lunada (2008)
- Habítame Siempre (2012)
- Viva Kids Vol. 1 (2014)
- Amore Mío (2014)
- Latina (2016)
- Valiente (2018)
- Viva Kids Vol. 2 (2020)
- Desamorfosis (2021)
- Thalía's Mixtape (2023)
- A Mucha Honra (2024)

Сборники
- Nandito Ako (1997)
- Con Banda: Grandes Éxitos (2001)
- Thalía’s Hits Remixed (2003)
- Greatest Hits (2004)
- Thalía (2013; бразильский альбом)